# Sterphus stimulans
Sterphus stimulans är en tvåvingeart som beskrevs av Thompson 1973. Sterphus stimulans ingår i släktet Sterphus och familjen blomflugor. Inga underarter finns listade i Catalogue of Life.